# TEKKEN -鉄拳-
『TEKKEN -鉄拳-』（Tekken）は、2009年のアメリカ映画。バンダイナムコゲームス（現：バンダイナムコエンターテインメント）の対戦型格闘ゲーム『鉄拳』を原作としている。日本では2010年3月20日全国ロードショー。

## ストーリー
政府が崩壊し、巨大財閥が牛耳る近未来の世界。テッケン財閥のロボットによって母を殺された風間仁が復讐のために財閥主催の格闘大会に出場する。

## キャスト
（）内はブルーレイ&DVD版の日本語吹替えキャスト
- 風間仁：ジョン・フー（千葉一伸）
- 三島一八：イアン・アンソニー・デイル（篠原まさのり）
- 三島平八：ケイリー＝ヒロユキ・タガワ（銀河万丈）
- クリスティ・モンティロ：ケリー・オーバートン（木下紗華）
- スティーブ・フォックス：ルーク・ゴス（てらそままさき）
- ニーナ・ウィリアムズ：キャンディス・ ヒルブランド（平野夏那子）
- アンナ・ウィリアムズ：マリアン・ザピコ（野浜たまこ）
- ブライアン・フューリー：ゲイリー・ダニエルズ（林和良）
- 吉光：ゲイリー・レイ・スターンズ（下山吉光）
- レイヴン：ダリン・デウィット・ヘンソン（杉村憲司）
- エディ・ゴルド：ラティーフ・クラウダー（拓磨）
- セルゲイ・ドラグノフ：アントン・カサボフ（勝沼紀義）
- ミゲル・ロホ：ロジャー・フエルタ（遠藤大智）
- マーシャル・ロウ：カン・リー（下山吉光）
- 風間準：タムリン・トミタ（佐々木優子）
- カーラ[1]：ミルセア・モンロー（野浜たまこ）
- ボナー：ジョン・パイパー＝フォーガソン（山内健嗣）
- ハンスー：ブレイク・シールズ（拓磨）
- ヴォスク：ジョナサン・コワルスキー（勝沼紀義）
- デンスロウ：キコ・エルスワース（遠藤大智）
- バーテンダー：ブレット・ワグナー（高岡瓶々）
- レポーター1：ジョーダン・リー・コー（中田隼人）
- レポーター2：アンドリュー・ウェイ・リン（長谷川俊介）

## 製作
2002年にクリスタル・スカイ・ピクチャーズが6000万ドルで映画化権を買い取ったがその後続報が途絶え、2008年にようやく製作が開始されることが発表された。